# Итинерарий
Итинерарий (лат. itinerarium, от лат. iter — путь, путешествие) — жанр латинской христианской литературы. В связи с движением паломников, усилившимся с IV в. н. э., рождается ряд путеводителей, описывающих Святую землю и её памятники.

## История
Средневековые итинерарии — весьма популярный жанр — утратили практическую направленность. Резкое сокращение упорядоченных экономических и политических связей между отдельными регионами ойкумены лишило их того значения, которое они имели в античное время, но распространение и упрочение христианства наполнило их иным, религиозным содержанием. Подавляющее большинство итинерариев вплоть до XIII в. — это описания поездок в Палестину, Рим, Сантьяго-де-Компостелла и др., предпринятых с религиозными целями. На всём протяжении Средних веков внимание авторов было направлено в большей степени на рассказ о святынях и местах, связанных с деятельностью Иисуса Христа, апостолов, святых, чем на характеристику самого пути.
К итинерариям тесно примыкают и иногда соединяются с ними записки паломников и путешественников, среди которых наибольшее распространение приобретают описания Палестины, Иерусалима и его окрестностей, реже Рима.

## Памятники жанра
- «Бордоский итинерарий» (Itinerarium a Bordigala Hierusalem), написан около 333 года.
- «Дорожник» («Дневник») аббата Никуласа, написан около 1159 года.
- «Flos peregrinationis» Гицура Халльссона, написан около 1189 года. Известен по ссылкам.